# Pseudocnella
Pseudocnella is een geslacht van zeekomkommers uit de familie Cucumariidae.

## Soorten
- Pseudocnella sinorbis (Cherbonnier, 1952)
- Pseudocnella sykion (Lampert, 1885)

Niet geaccepteerde namen
- Pseudocnella insolens (Théel, 1886) = Hemiocnus insolens
- Pseudocnella syracusana (Grube, 1840) = Hemiocnus syracusanus